# Barbie Raperonzolo
(Incisione sulla spazzola/Re Guglielmo)
Barbie Raperonzolo (Barbie as Rapunzel) è un film d'animazione del 2002 distribuito direttamente per il mercato home video, realizzato in grafica computerizzata mista a motion capture. È il secondo film all'interno della serie di film di Barbie, e la storia è un libero adattamento della celebre fiaba Raperonzolo dei fratelli Grimm.
Come il suo predecessore anche questo film venne accolto positivamente dalla critica. Fu infatti nominato per otto DVD Premiere Awards, vincendone due: come miglior colonna sonora e come miglior interpretazione di un personaggio animato per Anjelica Huston nel ruolo della malvagia strega Gothel.

## Trama
All'epoca dei Re e della magia, in una misteriosa foresta popolata da draghi e creature misteriose, sorge un palazzo reso invisibile a tutti grazie ad una magica muraglia creata dalla malvagia strega-nobildonna, Gothel. Il muro serve principalmente a tenere segreto il palazzo e ad imprigionare la giovane e bella principessa Raperonzolo (Barbie), una candida e bellissima fanciulla con lunghissimi capelli dorati, appassionata di pittura e abilissima nel dipingere. La ragazza, pur non mancando di nulla, è di fatto alle dipendenze della malvagia strega Gothel che mal sopporta la passione della ragazza per l'arte.
L'unica consolazione di Raperonzolo sono i suoi due migliori amici: la dolce e giovane draghetta Penelope (che a causa della sfiducia in sé stessa non sa sputare fuoco, né volare così in alto da superare la magica muraglia) ed il goloso coniglietto Hobie.
Un giorno Raperonzolo ed i suoi amici scoprono per caso un passaggio segreto che porta in una vecchia cantina dove Gothel ha conservato tutti i suoi ricordi di gioventù. Qui Raperonzolo trova una lucente spazzola d'argento la cui incisione sul dorso rivela che l'oggetto è un dono d'amore dei suoi genitori per il suo primo compleanno. La ragazza è confusa: Gothel le ha sempre detto che i suoi genitori l'avevano abbandonata in tenera età perché non l'amavano, ma quella spazzola dimostra l'esatto contrario.
Quando poi per sbaglio la draghetta Penelope rompe il pavimento della cantina, rivelando così un tunnel sotterraneo, la tentazione di uscire finalmente dal castello oltre la magica muraglia si fa irresistibile per Raperonzolo.
La giovane principessa giunge così al regno vicino, governato dal buon Re Federico e, dopo aver visitato il villaggio, arriva in una calma zona verdeggiante dove si trovano tre bambine: Katerina, Melody e Lorena, le tre sorelline del principe Stephane, insieme al loro cavallo Botticelli. Raperonzolo, tuttavia, non sa che il regno è in guerra con quello vicino, dominato da Re Guglielmo e, quando vede la piccola Katerina cadere in una trappola orchestrata dagli uomini di quest'ultimo, non esita a soccorrerla. In detta circostanza Raperonzolo conosce anche il bel principe Stephane il quale rimane molto impressionato dal coraggio e dalla bellezza della giovane. Quest'ultima, tuttavia, è costretta a fuggire a causa dell'ora tarda, senza rivelare a Stephane il suo nome e senza a sua volta sapere l'identità del giovane principe.
Raperonzolo torna così al castello nella foresta e racconta ai suoi amici ciò che ha visto e del suo amore per il bel giovane, senza sapere che durante la sua breve fuga è stata pedinata da Otto, il perfido furetto di Gothel. Questi rivela tutto alla sua padrona che, furiosa, dopo aver chiesto a Raperonzolo chi sia il ragazzo da lei incontrato, crede che la giovane menta quando afferma di non conoscerne il nome. Per punirla allora la strega segrega Raperonzolo trasformando la stanza della ragazza in un'alta torre senza porte e con solo una finestra da cui Gothel può volare via in sella ad Ugo, un possente drago suo servo e padre di Penelope.
Nel frattempo, inutilmente il principe Stephane fa cercare Raperonzolo di cui, parimenti, si è innamorato e ciò mentre Gothel gira camuffata per il regno, lieta che i rapporti tra Re Federico e Re Guglielmo seguitino ad inasprirsi sempre di più.
Quella notte la spazzola di Raperonzolo si trasforma per magia in un pennello incantato: qualunque cosa venga disegnata con quel pennello diventa magicamente reale, anche se non viene usato alcun colore.
Raperonzolo scopre il segreto del pennello il giorno successivo, quando Hobie e Penelope la vanno a trovare nella torre e lei prova a disegnare sulla parete il villaggio in cui ha incontrato il principe Stephane. Il disegno si rivela un varco magico verso il luogo che vi è raffigurato e Raperonzolo decide di entrarvi per essere di nuovo libera. Giunge proprio nel prato dove ha incontrato il principe e qui, casualmente, rivede lo stesso Stephane che, finalmente, ha modo di chiedere alla ragazza chi sia e di invitarla ad un ballo in maschera, senza però rivelarle, su richiesta di Raperonzolo stessa, la sua identità.
Nel frattempo anche Penelope attraversa il varco magico: se Gothel dovesse scoprire la fuga di Raperonzolo, si vendicherebbe sul drago Ugo, incaricato della sua sorveglianza. Su preghiera della draghetta, perciò, la fanciulla torna nella torre disegnandone l'immagine su una porta dei giardini reali. Appena in tempo: Gothel è giusto andata a trovare Raperonzolo nella torre e, vedendo che la ragazza si ostina a non rivelarle il nome del giovane che ha conosciuto, la lascia nuovamente segregata, ignorando l'esistenza del pennello incantato e del varco magico disegnato sulla parete.
Raperonzolo, determinata ad andare al ballo ed a fuggire per sempre da Gothel, si chiede quale abito indossare per andare alla festa ed inizia a dipingere vestiti da sera con il pennello magico, finché non trova quello giusto. I suoi preparativi sono però scoperti da Otto che, ancora una volta, riferisce tutto alla sua padrona. 
Per punire la ragazza, Gothel le taglia i capelli, distrugge il pennello e il dipinto magico e, quando Raperonzolo le ripete di nuovo di non sapere il nome di Stephane, al colmo dell'ira, la intrappola per sempre nella torre, creando intorno ad essa una barriera magica che imprigiona al suo interno chiunque abbia un cuore bugiardo. Infine incatena Ugo, colpevole di aver fatto scappare la ragazza, per punirlo successivamente, dopodiché, la strega, travestita da Raperonzolo, si reca al ballo per incontrare il misterioso corteggiatore innamorato della ragazza.
Qui Stephane, vedendo una donna mascherata con i capelli di Raperonzolo, la segue in un luogo isolato, convinto si tratti della fanciulla che ama, ma Gothel, gettata la maschera, tenta di ucciderlo con la magia.
Il principe, seguito dalla strega, si dà alla fuga, mentre al ballo nel frattempo irrompono Re Guglielmo ed i suoi soldati, il primo deciso a vendicarsi del padre di Stephane per un grave torto passato che Re Federico continua a negare di aver commesso.
Intanto alla torre Raperonzolo raccoglie i frammenti del pennello magico sentendo che ormai non c'è più niente da fare. Penelope allora racconta a suo padre Ugo che la fanciulla gli ha salvato la vita tornando nella torre da cui era precedentemente già fuggita. Il burbero drago, che credeva Raperonzolo responsabile della sua rovina agli occhi di Gothel, si commuove e dice a Penelope che la magia della sua padrona imprigiona solo una persona dal cuore bugiardo, sicché, se la fanciulla ha sempre detto la verità come sostiene, allora la magia di Gothel non potrà fermarla.
L'ipotesi del possente drago si rivela fondata e Raperonzolo supera indenne la barriera che circonda la torre, poi, insieme a Hobie, vola in sella a Penelope (che ha finalmente acquistato fiducia in sé stessa) oltre la magica muraglia che Gothel aveva eretto intorno al palazzo, verso il regno di Stephane.
Al castello nel frattempo Gothel rivela ai due sovrani in guerra tra loro che Re Federico non ha mai commesso alcun torto a Re Guglielmo: in realtà è tutto un malinteso ordito dalla strega che, per vendicarsi dell'amore non ricambiato di re Guglielmo, gli ha rapito sua figlia Raperonzolo e ha addossato la colpa sul padre di Stephane.
Proprio allora Raperonzolo giunge al castello e, sentendo la rivelazione di Gothel, prova a convincerla ad abbandonare il suo odio rendendosi persino disposta a perdonarla, ma inutilmente. La fanciulla è così costretta a fuggire nei giardini reali inseguita dalla malvagia strega e qui riesce a farle superare con uno stratagemma il varco magico che porta alla torre. La malvagia strega, che aveva sempre vissuto nella menzogna e quindi aveva un cuore bugiardo, rimane così intrappolata per sempre nella torre, mentre gli altri suoi incantesimi scompaiono, compreso quello che teneva incatenato Ugo. Otto, che aveva seguito Gothel nel dipinto, è costretto a farle da schiavo per il resto della vita.
Raperonzolo e suo padre, Re Guglielmo, finalmente si riuniscono come una vera famiglia e Re Guglielmo e Re Federico, chiariti i malintesi, diventano amici.
Raperonzolo e Stephane possono così sposarsi ed andare a vivere in un castello in riva al mare insieme a Hobie, Penelope ed Ugo che ora è ben lieto di servire una padrona buona come Raperonzolo.

## Personaggi
- Raperonzolo: bellissima principessa dai lunghi capelli biondi e con una gran passione per la pittura. È la perduta figlia di Re Guglielmo, ma, ignorando le sue origini, inizialmente serve nel palazzo della strega-nobildonna Gothel che l'ha allevata sin dalla tenera età. È innamorata, ricambiata, del bel Principe Stephane e, nonostante le angherie dei suoi nemici, è sempre pronta a perdonarli. La sua migliore amica è la paurosa, ma sensibile draghetta Penelope che cerca sempre di incoraggiare ed è molto affezionata anche al goloso coniglio Hobie.
- Principe Stephane: principe innamorato, ricambiato, di Raperonzolo, figlio del vedovo Re Federico. Ha tre sorelline (Katerina, Emily e Lorena) ed un fratellino più piccolo (Tommy). All'inizio, come il padre, è convinto che l'unico modo per vincere la guerra sia quello di usare la forza, ma poi, grazie a Raperonzolo, capisce quanto sia sciocco per il regno perseverare nell'odio e vorrebbe far pace con il Re nemico. È un ottimo spadaccino ed un ragazzo generoso e coraggioso.
- Gothel: strega nobildonna che ha rapito Raperonzolo quando questa aveva poco più di un anno per vendicarsi dell'amore non ricambiato di Re Guglielmo. Ha fatto ricadere la colpa del suo gesto su Re Federico, con la speranza che i due regni si distruggano a vicenda. Per anni tiene segregata Raperonzolo in un castello protetto da una magica muraglia, raccontandole menzogne sul suo passato e costringendola a farle da serva. Dopo varie peripezie verrà sconfitta dalla sua stessa stregoneria venendo imprigionata nella medesima torre incantata in cui aveva rinchiuso Raperonzolo.
- Otto: perfido furetto, fedele alleato di Gothel, che spia sempre Raperonzolo per conto della sua padrona. Cerca spesso di mangiare il coniglietto Hobie, ma senza mai riuscirci. Poiché seguirà Gothel nella torre stregata, verrà sconfitto assieme alla sua padrona.
- Penelope: dolce e paurosa draghetta amica di Raperonzolo, figlia del possente drago Ugo. All'inizio a causa della sua insicurezza non riesce né a sputare fuoco, né a volare oltre la magica muraglia, cose che fanno molto arrabbiare suo padre Ugo. Nonostante i pericoli, tuttavia, rimane sempre leale a Raperonzolo, dimostrandosi così un vero possente drago. Alla fine riuscirà a vincere i suoi timori ed a superare i suoi limiti.
- Hobie: coniglietto amico di Raperonzolo, sempre affamato e che ha paura del furetto Otto. Ha un udito molto acuto e si rivela spesso dispensatore di saggi consigli.
- Ugo: padre di Penelope. È un grande e potente drago al fedele servizio di Gothel nonostante la crudeltà di quest'ultima. Questo perché, come spesso ripete alla figlia, per essere un possente drago bisogna essere coraggiosi e soprattutto leali. All'inizio è spesso arrabbiato con Penelope perché quest'ultima passa molto tempo con Raperonzolo, anziché a servire Gothel e a far pratica nel volare e sputare fuoco, ma alla fine si renderà conto che la figlia è davvero un possente drago come lui e che in realtà non l'ha mai deluso.
- Re Federico: padre del principe Stephane e sovrano del regno confinante con la foresta. È saggio e giusto, ma a causa della guerra non vuole che i suoi sudditi si spostino nel regno di Re Guglielmo.
- Re Guglielmo: padre di Raperonzolo che abita nel regno vicino a quello di Re Federico. In passato era stato amico di Gothel, ignorando che questa fosse una strega maligna. Quando poi rifiutò il suo amore, Gothel si vendicò di lui, rapendogli la figlia. Crede, tuttavia, che il responsabile del rapimento sia re Federico con cui è in guerra, per questo con i suoi soldati fa continue incursioni nel regno vicino per vendicarsi del suo nemico.
- Tommy: fratello minore del principe Stephane, è un simpatico bambino che ama destreggiarsi al tiro con l'arco e che ammira molto il fratello maggiore.
- Katerina: sorellina del principe Stephane. Veste sempre con leziosi abiti rosa e ha lunghi capelli biondi. Secondo le sorelle, è la più coraggiosa del trio.
- Melody: sorellina del principe Stephane. Veste sempre con semplici abiti bianchi e ha lunghi capelli castano-scuro. È la sorella più affezionata al cavallo Botticelli.
- Lorena: sorellina del principe Stephane. Veste sempre con abiti verdi e ha i capelli castano chiaro raccolti in uno chignon. È la sorella più golosa del trio.

## Colonna sonora
La colonna sonora del film è stata composta da Arnie Roth ed eseguita dall'Orchestra Sinfonica di Londra. 
La canzone Constant as the Stars Above, scritta da Roth e Rob Hudnut e cantata da Jessica Brown, è inserita durante il film in una versione breve di 30 secondi (cantata in italiano da Arianna Todero), e in versione completa nei titoli di coda (lasciata in originale in italiano), subito dopo Wish Upon a Star cantata da Samantha Mumba, mentre Rapunzel's Theme è eseguita da Becky Taylor.
All'interno del film è inoltre presente la Sinfonia n. 9 "Dal Nuovo Mondo" di Antonín Dvořák, mentre il brano che si può sentire quando Raperonzolo visita il villaggio è Volte di Michael Praetorius, presente in Terpsichore.

## Distribuzione
Il film è stato distribuito in VHS e in DVD negli Stati Uniti il 1º ottobre 2002 dalla Artisan Entertainment e in Italia il 24 ottobre dello stesso anno dalla Universal Pictures Home Entertainment. È stato trasmesso in prima visione su Italia 1 sabato 16 novembre 2002 alle 21.00.

### Edizione italiana
L'edizione italiana del film è stata effettuata presso lo studio E.T.S. European Television Service (dove verranno doppiati anche tutti gli altri film della serie fino a Barbie presenta Pollicina) sotto la direzione di Elio Zamuto e su dialoghi di Anita Marini. Barbie Raperonzolo è stato inoltre il primo film di Barbie ad essere doppiato da una società di Roma, il doppiaggio di Barbie e lo schiaccianoci era stato infatti eseguito dalla Merak Film di Milano.

#### Doppiaggio
| Personaggio               | Doppiatore originale | Doppiatore italiano |
| ------------------------- | -------------------- | ------------------- |
| Barbie e Raperonzolo      | Kelly Sheridan       | Daniela Fava        |
| Shelly (Kelly) e Katerina | Chantal Strand       | Erica Necci         |
| Gothel                    | Anjelica Huston      | Maria Pia Di Meo    |
| Principe Stephane         | Mark Hildreth        | Simone D'Andrea     |
| Penelope                  | Cree Summer          | Antonella Baldini   |
| Hugo                      | David Kaye           | Vittorio Di Prima   |
| Hobie                     | Ian James Corlett    | Nanni Baldini       |
| Guardia del palazzo       | Ian James Corlett    | Carlo Marini        |
| Alice                     | Kathleen Barr        | Ilaria Latini       |
| Re Federico               | Luis Montalvo        | Franco Zucca        |
| Re Guglielmo              | Jiordan Herrera      | Saverio Indrio      |
| Otto                      | Peter Kelamis        | Mino Caprio         |
| Spadaccino magro          | Peter Kelamis        | Luca Biagini        |
| Spadaccino grasso         | Terry Klassen        | Mino Caprio         |
| Panettiere                | Terry Klassen        | Emilio Cappuccio    |
| Argentiere                | Dale Wilson          | Paolo Buglioni      |
| Melody                    | Britt McKillip       | Virginia Brunetti   |
| Lorena                    | Jocelyne Loewen      | Sofia Ciccarone     |
| Tommy                     | Danny McKinnon       | Flavio Aquilone     |

## Premi
2002 - DVD Premiere Awards
- Miglior colonna sonora a Arnie Roth

- Miglior interpretazione di un personaggio animato ad Anjelica Huston (voce), Gino Nichele, Sebastian Brodin (direttori delle animazioni), Jean Gillmore, Sean Newton (character designer)

- Nomination - Miglior film d'animazione in DVD a Jesyca C. Durchin e Jennifer Twiner McCarron

- Nomination - Miglior regia a Owen Hurley

- Nomination - Migliori effetti visivi a Jason Gross